# تپه ایشان‌الاسود ۲ (۲۴۸–۱۰۶)
تپه ایشان الاسود ۲ (۲۴۸–۱۰۶) مربوط به دوران‌های تاریخی پس از اسلام است و در شهرستان شوشتر، روستای بنه اسد واقع شده و این اثر در تاریخ ۵ آذر ۱۳۸۰ با شمارهٔ ثبت ۴۲۹۷ به‌عنوان یکی از آثار ملی ایران به ثبت رسیده است.